# Saran (ort i Kazakstan)
Saran (ryska: Сарань) är en ort i Kazakstan.   Den ligger i oblystet Qaraghandy, i den centrala delen av landet, 180 km sydost om huvudstaden Astana. Saran ligger 491 meter över havet och antalet invånare är 42 552.
Terrängen runt Saran är platt. Runt Saran är det ganska tätbefolkat, med 134 invånare per kvadratkilometer. Saran är det största samhället i trakten. Trakten runt Saran består i huvudsak av gräsmarker.